# Lubí

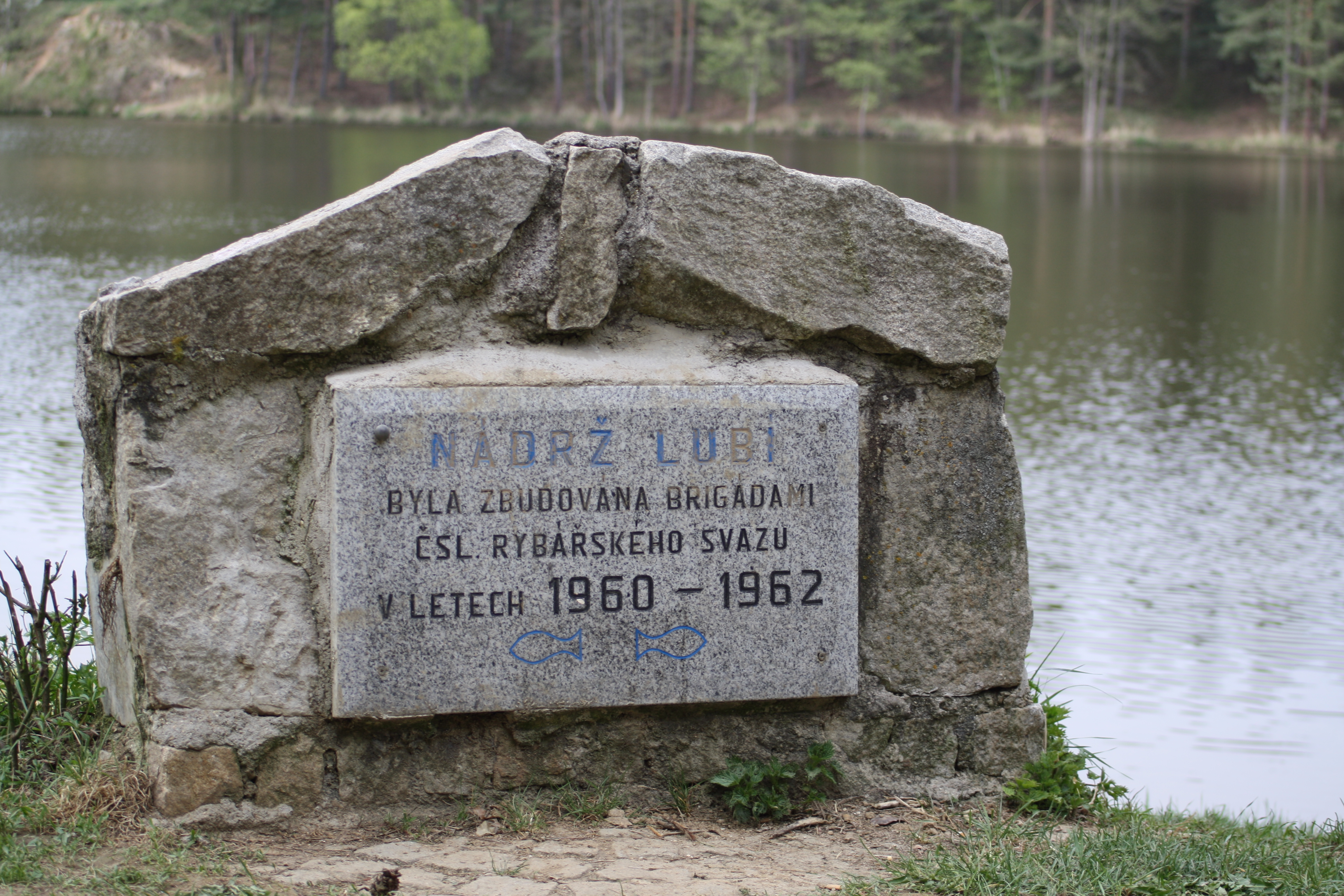
Pamětní deska zřízení nádrže Lubí

Lubí je potok v okrese Třebíč, levostranný přítok řeky Jihlavy v Třebíči. Leží na něm vodní nádrž Lubí. Délka potoka činí 11,1 km a plocha povodí 22,2 km².

## Průběh toku
Lubí pramení na hranicích území Okřešic a Věstoňovic mezi vesnicemi Čechtín a Věstoňovice v nadmořské výšce 550 m n. m. a teče na jih mezi kopci Čechtínským (661 m n. m.) a Jelení hlavou (617 m n. m.). Severně od Budíkovic z pravé strany přijímá přítok tekoucí od Vartemberka. Potok pak ze severovýchodu obtéká Budíkovice a pokračuje k Pocoucovu. Tam se poblíž syenitových skal spojuje s Okřešickým potokem tekoucím od Okřešic a podtéká silnici č. II/360.
Krátce před vtokem na vlastní území města Třebíče – na Nové Město – přijímá Lubí z levé strany přítok od Ptáčova s rybníky Židlochem a Novým Ptáčovem. Poté již Lubí plyne v podstatě přímo na jih, v posledním úseku to je oboustranně strmým údolím Ptáčovského žlebu. Než se vlévá do Jihlavy, podtéká silnici č. I/23.
Na potoce se nachází vodní nádrž Lubí.